# Crypt of the Devil
Crypt of the Devil è l'undicesimo album in studio del gruppo death metal statunitense Six Feet Under, pubblicato il 5 maggio 2015 dalla Metal Blade Records.

## Tracce
1. Gruesome – 3:07
2. Open Coffin Orgy – 4:23
3. Broken Bottle Rape – 3:03
4. Break the Cross in Half – 3:36
5. Lost Remains – 3:26
6. Slit Wrists – 3:55
7. Stab – 3:53
8. The Night Bleeds – 4:10
9. Compulsion to Brutalize – 3:18
10. Eternal in Darkness – 4:13

## Formazione

### Six Feet Under
- Chris Barnes - voce

### Turnisti
- Brandon Ellis - chitarra
- Phil Hall - chitarra, basso
- Josh Hall - batteria

### Altri musicisti
- Ray Suhy - chitarra su Open Coffin Orgy
- Rebecca Scammon - chitarra su Break the Cross in Half

### Crediti
- Brian Armes - graphic design
- Rob Caldwell - missaggio
- Alan Douches - mastering
- Mike Hrubovcak - cover art
- Carson Lehman - vocal engineering